# Miss Amapá 2014
Miss Amapá 2014 foi a 48ª edição anual do concurso de beleza feminino de Miss Amapá, válido para a disputa de Miss Brasil 2014, único caminho para o Miss Universo. O evento deste ano contou novamente com a coordenação da empresária e ex-Miss Ennyelen Sales e foi realizado no dia 19 de Julho daquele ano no Ceta Ecotel, localizado na capital com quinze (15) candidatas, representando diversos municípios do Estado. Na ocasião, sagrou-se campeã a paraense, porém representante da cidade de Cutias do Araguari, Priscila Winny, que foi coroada pela sua antecessora, Nataly Uchôa.

## Resultados

### Colocações
| Posição    | Município e Candidata                                            |
| Vencedora  | - Cutias do Araguari - Priscila Winny                            |
| 2º. Lugar  | - Porto Grande - Gleyce Kelly                                    |
| 3º. Lugar  | - Amapá - Thalita Pimentel                                       |
| Finalistas | - Calçoene - Aline Tucunduva - Vitória do Jari - Diana Gonçalves |

### Prêmios Especiais
O concurso distribuiu os seguintes prêmios este ano:
| Prêmio             | Candidata                   |
| Miss Fotogenia     | - Macapá - Ana Paula Dantas |
| Miss Personalidade | - Pracuuba - Dayane Braz    |

## Candidatas
Disputaram o título este ano: 
| - Amapá - Thalita Pimentel - Calçoene - Aline Tucunduva - Cutias do Araguari - Priscila Winny - Ferreira Gomes - Ana Karla Oliveira - Laranjal do Jari - Natália Rodrigues | - Macapá - Ana Paula Dantas - Mazagão - Jéssica Costa - Oiapoque - Lara Veras - Pedra Branca - Amanda Marques - Pracuuba - Dayane Braz Montes | - Porto Grande - Gleyce Kelly - Santana - Neylane Barros - Serra do Navio - Luani Barbosa - Tartarugalzinho - Jacqueline Amaral - Vitória do Jari - Diana Gonçalves |

## Histórico

### Troca
- Santana - Maia Gomes ► Neylane Barros

## Crossovers
Candidatas em outros concursos:
| Miss Pará - 2013: Cutias do Araguari - Priscila Winny (Top 12) - (Representando o município de Marituba) Miss Mundo Brasil - 2011: Cutias do Araguari - Priscila Winny - (Representando o Pará em Angra dos Reis, RJ) | Rainha das Rainhas - 2012: Cutias do Araguari - Priscila Winny (2º. Lugar) - (Representando o clube ASBEP) |